# Рибницький Євген Вікторович
Євген Вікторович Рибницький (рос. Евгений Викторович Рыбницкий; 8 липня 1989, м. Челябінськ, СРСР) — російський хокеїст, захисник. Виступає за «Дизель» (Пенза) у Вищій хокейній лізі.
Вихованець хокейної школи «Іжсталь» (Іжевськ). Виступав за «Іжсталь» (Іжевськ), «Дизель» (Пенза), «Нафтохімік» (Нижньокамськ).